# Michael Tanneberger
Michael Tanneberger (* 1954) ist ein deutscher Schauspieler.

## Leben und Wirken
1983 drehte er für den Märchenfilm Schneeweißchen und Rosenrot als Prinz Diethelm. Darauf war er in Fernsehfilmen und in den Vorabendserien Fest im Sattel und Losberg (ARD 1986–88) zu sehen. Außerdem spielte er an der Seite von Willy Millowitsch in der Komödie Wem Gott ein Amt gibt.
Beim Synchron ist er als Stimme von Kevin Bacon im ersten Teil der Freitag der 13.-Reihe und als erste Stimme von Chris Stevens in der Serie Ausgerechnet Alaska bekannt. Auch  in der US-amerikanisch-japanischen Zeichentrickserie Die Sechs-Millionen-Dollar-Familie ist er zu hören.

## Filmografie
- 2001: Streit um drei
- 1998: Schwanger in den Tod
- 1997: Verkehrsgericht: Eine Schrecksekunde zuviel
- 1994: Verkehrsgericht: Autoklau unter Drogen laut DRA-Fernsehspiele
- 1993: Wolffs Revier: Der Dieb
- 1990: Dr. M
- 1988: Fest im Sattel
- 1987: Losberg
- 1986: Detektivbüro Roth
- 1986: Morena
- 1985: Wem Gott ein Amt gibt laut DRA-Fernsehspiele
- 1985: Der Hochzeitstag
- 1984: Die Story
- 1983: Schneeweißchen und Rosenrot